# Nécropoles de Véies
Les Nécropoles de Véies sont constituées par divers sites sépulcraux comportant des tombes remontant à différentes périodes de la civilisation étrusque. Elles sont situées dans la province de Rome (Latium).

## Âge du fer
Les nécropoles de Véies dans la première période de l'âge du fer étaient principalement disséminées dans le versant septentrional et méridional du plateau en correspondance d'au moins deux antiques centres habités (IXe – VIIIe siècle av. J.-C.). Les lieux de sépulture se trouvaient aux endroits suivants : Quattro Fontanili, Grotta Gramiccia, Casale del Fosso et Valle La Fata.

## Période villanovienne
L'extension naturelle des zones sépulcrales se produisit au cours du IXe siècle av. J.-C., principalement à Monte Michele, Monte Campanile, Macchia della Comunità, Picazzano et Riserva del Bagno. 
Les typologies et les modalités sépulcrales entrent dans la coutume typique de la période villanovienne avec la déposition des cendres dans le vase biconique a impasto couvert d'une pierre ou d'un casque, rarement en bronze et avec peu d'objets personnels ou d'ornements qui se retrouvent habituellement parmi les ossements des incinérés.

## Tombesa camera
L'adoption des tombes a camera, semble débuter à la fin du VIIIe siècle av. J.-C. La méthode est adoptée conjointement par les autres cités de l'Étrurie méridionale à partir de la première moitié du VIIe siècle av. J.-C. (période orientalisante).
La tombe a camera peinte à fresque fait son apparition à Véies vers les années -680 et -690. 

### Tomba delle Anatre
La tombe Tomba delle Anatre même si elle est peinte succinctement avec des motifs à caractère géométrique constitue un des plus anciens exemples en Étrurie de cette catégorie de tombes.
La Tomba delle Anatre, située dans la localité de Riserva del Bagno a été découverte en 1958. Elle doit son nom au sujet animalier représenté dans le tombeau, une pièce unique avec plafond à quatre couches (falda) qui est aussi décoré. Sur les parois au-dessus d'une plinthe colorée, sont stylistiquement représentés cinq canards en file indienne selon la technique de la silhouette.

### Tombe Campana

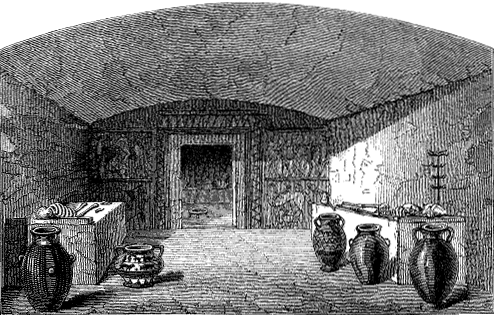
Dessin de la grotte Campana en l'état où elle fut découverte (illustration tiré du livre de George Dennis, chapitre II : Véies - le cimetière).

La Tombe Campana est aussi un autre hypogée peint à fresque. Son ensemble décoratif d'inspiration orientalisante est considéré comme étant le plus important cycle pictural de l'époque. 
La Tombe Campana a été découverte vers le milieu du XIXe siècle par Augusto Campana dans la nécropole de Monte Michele. Il s'agit d'un tumulus à l'intérieur duquel ont été réalisées, sur un même axe, deux chambres ; deux autres pièces donnaient directement sur le dromos, taillé dans la roche, à ciel ouvert.
Deux lions en pierre gardant le tombeau étaient installés aussi bien à l'entrée du dromos qu'à celle de la première chambre funéraire.

## Les zones des nécropoles
- Âge du fer : Quattro Fontanili, Grotta Gramiccia, Casale del Fosso e Valle La Fata.
- Période villanovienne : Monte Michele, Monte Campanile, Macchia della Comunità, Picazzano et Riserva del Bagno.
- Période orientalisante : Riserva del Bagno, Monte Michele.

### Tombes
- Tombe des Canards, « Tomba delle Anatre »
- Tombe Campana